# (574) Reginhild
(574) Reginhild est un astéroïde de la ceinture principale découvert par Max Wolf le 19 septembre 1905.